# تشارلز إل. غلازر
تشارلز إل. غلازر (بالإنجليزية: Charles L. Glazer)‏ هو دبلوماسي أمريكي، ولد في 1943.

## وصلات خارجية
- تشارلز إل. غلازر على موقع إن إن دي بي (الإنجليزية)